# Idaea asbestaria
Idaea asbestaria är en fjärilsart som beskrevs av Philipp Christoph Zeller 1849. Idaea asbestaria ingår i släktet Idaea och familjen mätare. Inga underarter finns listade i Catalogue of Life.